# 巴扎街站
巴扎街站（匈牙利語：Bajza utca）是匈牙利首都布達佩斯地鐵1號線的一個車站。在巴扎街站可以換成105路公車。